# Johannes Seluner
Johannes Seluner (auch Seluner, * um 1828; † 20. Oktober 1898 in Nesslau) war ein Findelkind im Toggenburg in der Schweiz.

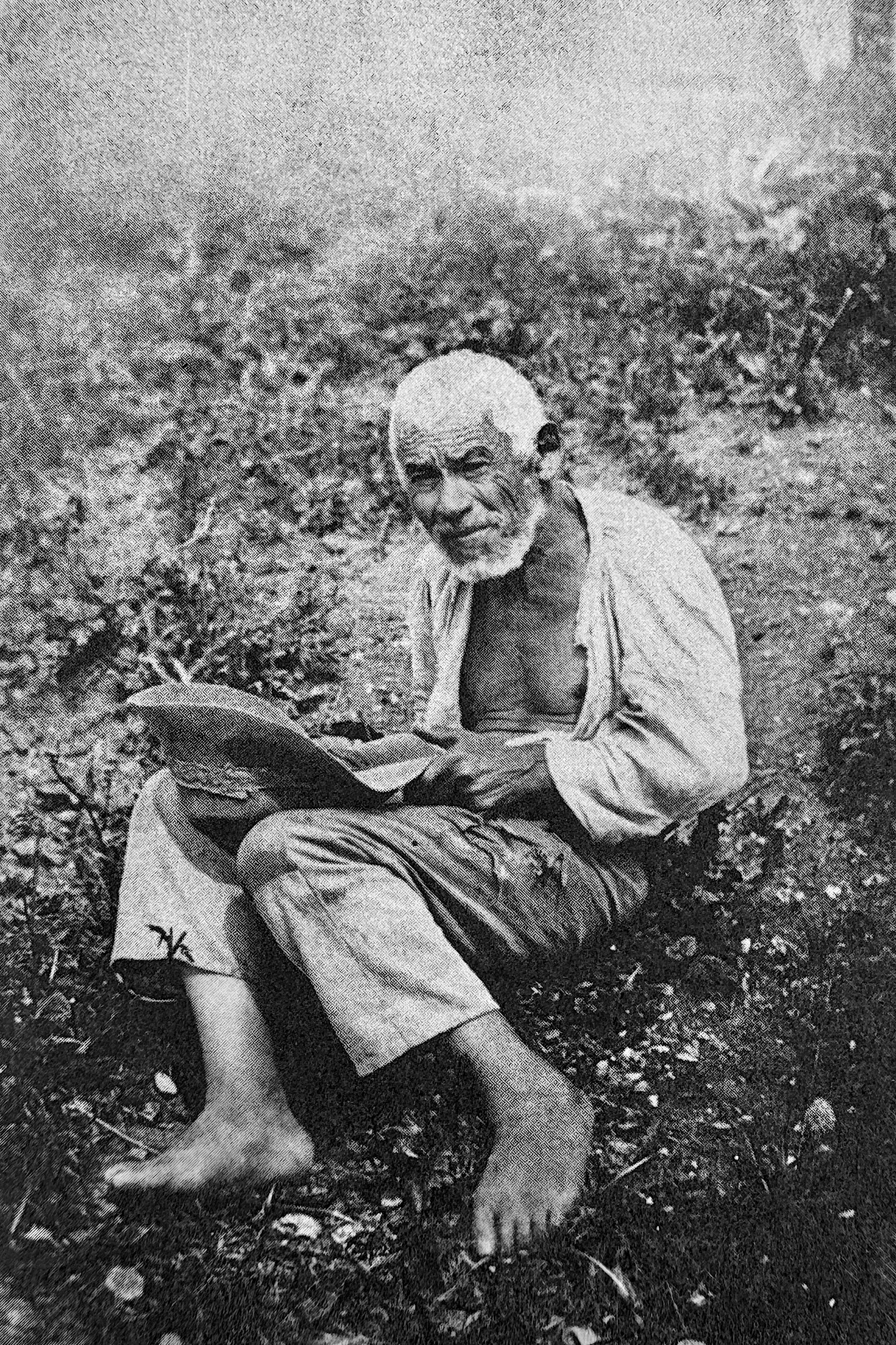
Johannes Seluner

## Leben
Am 9. September 1844 wurde auf der Seluner Alp im Gebiet der Churfirsten im Toggenburg vom Viehhirten Niklas Baumgartner ein fast nackter, «taubstummer» Junge gefunden. Da diese zu Alt St. Johann gehörte, wurde er der Behörde des Ortes übergeben und in die Armenanstalt des Dorfes eingewiesen. Ein untersuchender Arzt schätzte das Alter des Jungen auf 15 bis 16 Jahre. Nachforschungen durch die Polizei, auch per öffentlichem Steckbrief, blieben erfolglos. In ihm wurde der Knabe mit schwarzem Haar, einer Grösse von «4 Schuh und 7 Zoll», das sind rund 155 cm, mit «tölpelhaften Zügen» und einem «läppischen Gang mit vorhängenden Oberkörper» beschrieben. Die öffentliche Ausschreibung trug wesentlich zum Bekanntheitsgrad des «Seluners» bei, blieb aber erfolglos und wurde daraufhin eingestellt.
Aus verwaltungstechnischen Gründen wurde dem Jungen im August 1845 ein Name gegeben: Er wurde nach dem Namenspatron des Dorfes (Johannes) und dem Fundort (Seluner Alp) benannt. Die der Gemeinde Alt St. Johann entstandenen Kosten für den Unterhalt des Findlings wurden vom Kanton St. Gallen getragen. Ab 1850 wurde dem «Heimatlosen» aufgrund der neuen Bestimmungen zu den Bürgerrechten in der Bundesverfassung der Schweizerischen Eidgenossenschaft das Bürgerrecht gegeben und Nesslau als seine Heimatgemeinde bestimmt. 1854 wurde er in das Armenhaus in Nesslau überstellt, die als Heimatgemeinde ab nun seine Unterhaltskosten zu tragen hatte. Am 20. Januar 1898 wurde Johannes Seluner nach katholischem Ritus getauft und ins Taufregister Neu St. Johann eingetragen. Am 20. Oktober 1898 starb Johannes Seluner nach kurzer Krankheit und wurde am 23. Oktober 1898 auf dem Friedhof in Neu St. Johann unter grosser Anteilnahme der Bevölkerung bestattet.

## Rezeption

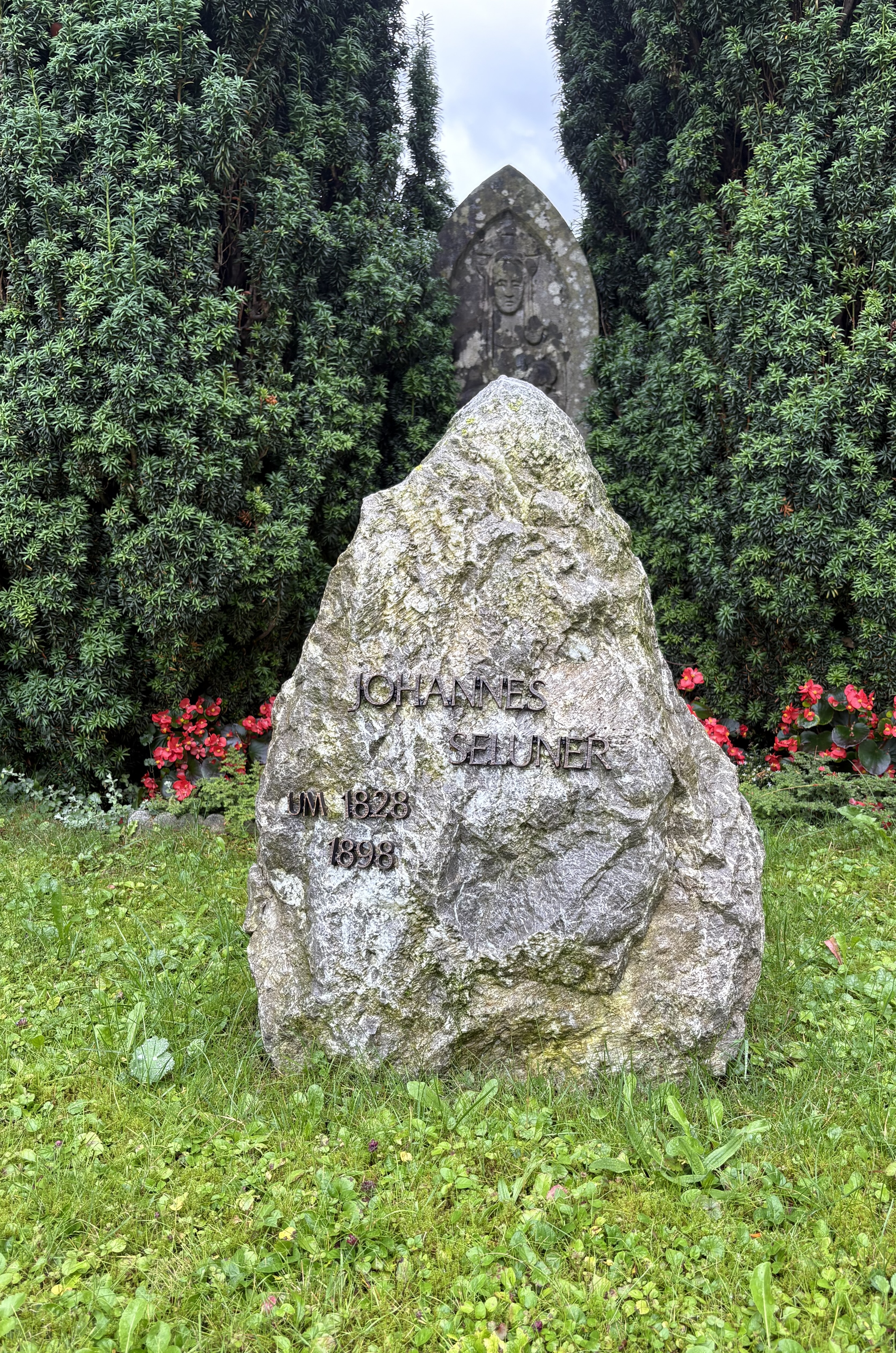
Johannes Seluners Grab auf dem Friedhof Neu St. Johann

Auf Betreiben von Emil Bächler, vor allem aber des Arztes Ernst Gottlieb Finkbeiner aus Zuzwil SG, zeichnete der Anthropologe, Rassenhygieniker und Direktor des Anthropologischen Instituts der Universität Zürich Otto Schlaginhaufen für eine Exhumierung des Skeletts von Johannes Seluner am 19. November 1926 verantwortlich, die von den Behörden bewilligt wurde. Das «Rätsel des Seluners», der während und nach seinem Leben über die Grenzen des Toggenburg bekannt geworden war, sollte gelüftet werden. Vor dem Hintergrund eugenischer Überlegungen dieser Zeit sollte ein Zusammenhang zwischen der geistigen wie körperlichen Einschränkung (vermuteter Kretinismus) des Betroffenen und Merkmalen von Neandertalern oder aussereuropäischen Völkern nachgewiesen werden. Die Untersuchungen zeigten allerdings nur altersbedingte Degenerationserscheinungen des Skeletts auf. Auf Initiative von Mitarbeitern des Anthropologischen Instituts der Universität Zürich und mit Unterstützung der politischen Gemeinde Nesslau sowie der katholischen Kirchgemeinde Neu St. Johann wurde Johannes Seluner am 9. September 2021 erneut bestattet auf dem Friedhof der Kirchgemeinde. Eine privatrechtliche Vereinbarung zwischen diesen Parteien soll eine erneute Exhumierung verhindern und damit die Totenruhe wahren.
Wie Rea Brändle in ihrem Buch nachweist, wurde Johannes Seluner wahrscheinlich schon während der Zeit seines Lebens, aber auch im Rahmen der zahlreichen Nekrologe auf ihn, zum Opfer nicht verbürgter Zuschreibungen, die seine karge Biographie mit zahlreichen zusätzlichen Elementen ausschmücken. Diese beziehen sich auf seine mögliche Herkunft und die Umstände der Auffindung sowie auf sein behauptetes Verhalten als «Wilder Mann», «Wolfskind» und «Idiot». Hinzuerfunden und ebenfalls durch keinerlei Fakten belegt sind etwa, dass Seluner beim Milchdiebstahl in eine Falle von Sennern gelaufen und so entdeckt worden war, ebenso unbewiesen wie seine angeblich adelige Herkunft, das ihm unterstellte ständige Zerreissen seiner Kleider, das angemutete tierähnliche Verhalten und seine angeblichen, mit einem Stier vergleichbaren Körperkräfte. Auch wird berichtet, dass er vor seiner Auffindung 1844 einige Zeit im Wildenmannlisloch verbracht hätte und eben einer der dort lebenden «Wilden Männer» gewesen sei. Diese Fabulierlust der vermeintlichen Augenzeugen und die Nacherzählungen nicht verbürgter biographischer Elemente finden sich in zahlreichen, bis heute als seriös geltenden Dokumenten, wie etwa die diesbezüglichen Aufsätze des Emil Bächler und der Eintrag zu Johannes Seluner in der 2003 im Auftrag des Kantons erschienenen Geschichte St. Gallens.
Mehrere Dokumente zum Leben Johannes Seluners, wie etwa der «Steckbrief», mit dem nach Angehörigen von ihm gesucht wurde, finden sich im Staatsarchiv St. Gallen. Die einzig von ihm erhaltene Fotografie aus dem Jahr 1885 wird im Toggenburger Museum in Lichtensteig aufbewahrt. Ein ausführliches Quellen- und Literaturverzeichnis steht im Buch von Rea Brändle «Johannes Seluner - Findling», Ausgabe 2016.